# لوست هيلز (كاليفورنيا)
لوست هيلز (بالإنجليزية: Lost Hills CDP, California)‏ هي منطقة سكنية تقع بولاية كاليفورنيا في الولايات المتحدة. تبلغ مساحتها 14.409 كم2، وترتفع عن سطح البحر 93 م، بلغ عدد سكانها 2,412 نسمة في عام 2010 حسب إحصاء مكتب تعداد الولايات المتحدة وتصل الكثافة السكانية فيها 167.4 نسمة لكل كيلومتر مربع (433.6/ميل2).

## التركيبة السكانية
حدّد مكتب تعداد الولايات المتحدة بيانات التركيبة السكانية للوست هيلز في تعداد الولايات المتحدة. في ما يلي، التركيبة السكانية حسب تعدادي 2000 و2010.

### تعداد عام 2000
بلغ عدد سكان لوست هيلز 1,938 نسمة بحسب تعداد عام 2000، وبلغ عدد الأسر 346 أسرة وعدد العائلات 320 عائلة مقيمة في المنطقة السكنية. في حين سجلت الكثافة السكانية 134.5 نسمة لكل كيلومتر مربع (348.4/ميل2). وبلغ عدد الوحدات السكنية 367 وحدة بمتوسط كثافة قدره 25.5 لكل كيلومتر مربع (66.0/ميل2).
وتوزع التركيب العرقي للمنطقة السكنية بنسبة 18.63% من البيض و2.63% من الأمريكيين الأفارقة و1.55% من الأمريكيين الأصليين و0.05% من الأمريكيين ذوي الأصول الآسيوية و71.83% من الأعراق الأخرى و5.31% من عرقين مختلطين أو أكثر و96.75% من الهسبانيون أو اللاتينيون من أي عرق.
بلغ عدد الأسر 346 أسرة كانت نسبة 78.3% منها لديها أطفال تحت سن الثامنة عشر تعيش معهم، وبلغت نسبة الأزواج القاطنين مع بعضهم البعض 74% من أصل المجموع الكلي للأسر، ونسبة 6.4% من الأسر كان لديها معيلات من الإناث دون وجود شريك، بينما كانت نسبة 12.1% من الأسر لديها معيلون من الذكور دون وجود شريكة وكانت نسبة 7.5% من غير العائلات. تألفت نسبة 3.8% من أصل جميع الأسر من عدة أفراد يعيشون في نفس المنزل ونسبة 0.9% كانت تتألف من شخص يعيش بمفرده يبلغ من العمر 65 عاماً أو أكثر. وبلغ متوسط حجم الأسرة المعيشية 5.60، أما متوسط حجم العائلات فبلغ 5.22.
بلغ العمر الوسطي للسكان 22.0 عاماً. وكانت نسبة 39.1% من القاطنين تحت سن الثامنة عشر، وكانت نسبة 17.3% بين الثامنة عشر والرابعة والعشرين عاماً، ونسبة 30.9% كانت واقعةً في الفئة العمرية ما بين الخامسة والعشرين والرابعة والأربعين عاماً، ونسبة 10.7% كانت ما بين الخامسة والأربعين والرابعة والستين، ونسبة 2.1% كانت ضمن فئة الخامسة والستين عاماً فما فوق. يوجد لكل 100 أنثى 139.0 ذكر، ويوجد لكل 100 أنثى في الثامنة عشر من عمرها فما فوق 161.6 ذكر.
بلغ متوسط دخل الأسرة في المنطقة السكنية 31,875 دولارًا، أما متوسط دخل العائلة فبلغ 29,402 دولارًا. وكان متوسط دخل الذكور 17,804 دولارًا مقابل 12,885 دولارًا للإناث. وسجل دخل الفرد الخاص بالمنطقة السكنية 8,317 دولارًا. وكانت نسبة 26.4% من العائلات ونسبة 30.6% من السكان تحت خط الفقر، وكان من هؤلاء نسبة 37.6% تحت سن الثامنة عشر ونسبة 25.8% في الخامسة والستين من العمر وما فوق.

### تعداد عام 2010
بلغ عدد سكان لوست هيلز 2,412 نسمة بحسب تعداد عام 2010، وبلغ عدد الأسر 448 أسرة وعدد العائلات 421 عائلة مقيمة في المنطقة السكنية. في حين سجلت الكثافة السكانية 167.4 نسمة لكل كيلومتر مربع (433.6/ميل2). وبلغ عدد الوحدات السكنية 469 وحدة بمتوسط كثافة قدره 32.5 لكل كيلومتر مربع (84.2/ميل2).
وتوزع التركيب العرقي للمنطقة السكنية بنسبة 5.47% من البيض و0.21% من الأمريكيين الأفارقة و0.04% من الأمريكيين الأصليين و0.70% من الأمريكيين ذوي الأصول الآسيوية و0.04% من سكان جزر المحيط الهادئ و92.54% من الأعراق الأخرى و1% من عرقين مختلطين أو أكثر و97.60% من الهسبانيون أو اللاتينيون من أي عرق.
بلغ عدد الأسر 448 أسرة كانت نسبة 78.8% منها لديها أطفال تحت سن الثامنة عشر تعيش معهم، وبلغت نسبة الأزواج القاطنين مع بعضهم البعض 64.3% من أصل المجموع الكلي للأسر، ونسبة 11.2% من الأسر كان لديها معيلات من الإناث دون وجود شريك، بينما كانت نسبة 18.5% من الأسر لديها معيلون من الذكور دون وجود شريكة وكانت نسبة 6% من غير العائلات. تألفت نسبة 2% من أصل جميع الأسر من عدة أفراد يعيشون في نفس المنزل ونسبة 0.7% كانت تتألف من شخص يعيش بمفرده يبلغ من العمر 65 عاماً أو أكثر. وبلغ متوسط حجم الأسرة المعيشية 5.38، أما متوسط حجم العائلات فبلغ 5.02.
بلغ العمر الوسطي للسكان 22.6 عاماً. وكانت نسبة 40.2% من القاطنين تحت سن الثامنة عشر، وكانت نسبة 14.8% بين الثامنة عشر والرابعة والعشرين عاماً، ونسبة 30.3% كانت واقعةً في الفئة العمرية ما بين الخامسة والعشرين والرابعة والأربعين عاماً، ونسبة 12.2% كانت ما بين الخامسة والأربعين والرابعة والستين، ونسبة 2.5% كانت ضمن فئة الخامسة والستين عاماً فما فوق. وتوزع التركيب الجنسي للسكان بنسبة 57.4% ذكور و42.6% إناث.